# کریس پن
کریستوفر شانون "کریس" پن (به انگلیسی: Christopher Shannon "Chris" Penn) بازیگر آمریکایی بود. از جمله فیلم‌هایی که او در آن بازی کرد می‌توان به به وانگ فو و مسیر مردگان اشاره کرد.

## درگذشت
پن در ۲۴ ژانویه ۲۰۰۶ در ۴۰ سالگی در آپارتمانش مرده پیدا شد. کالبد شکافی نشان داد که علت اصلی مرگ او "کاردیومیوپاتی غیر اختصاصی" (بیماری قلبی) بود.

## فیلم‌شناسی
فهرست فیلم‌هایی که کریس پن در آن‌ها به ایفای نقش پرداخته‌است:
- به وانگ فو
- سگ‌های انباری
- برش‌های کوتاه
- مرد کن
- ساعت شلوغی
- جوایز داروین
- سیمان
- خاکسپاری
- قتل با اعداد
- بتهوون
- سوارکار رنگ‌پریده
- تمام حرکات درست
- داستان عاشقانه واقعی
- استارسکی و هاتچ
- آزاد
- کیس کیس (بنگ بنگ)
- آبشارهای مالهالند
- بزهکاران
- فریب‌کار
- یک پلیس سرسخت
- کت چرمی